# Kardinaal Mercier Instituut
Het Kardinaal Mercier Instituut is een voormalig opleidingsinstituut voor secundair onderwijs in Schaarbeek. Het werd opgericht door de Aalmoezeniers van de Arbeid in 1916 te midden van de arbeiderswijken van Brussel en vernoemd naar de toenmalige aartsbisschop kardinaal Mercier. Men wilde er de arbeiderskinderen een degelijke technische scholing en een christelijke vorming meegeven. Het omvatte zowel een Nederlandstalige als Franstalige afdeling. Ook kwam daar een afdeling hoger onderwijs bij, met onder meer een gespecialiseerde opleiding in autotechniek.
Met de hervorming van het hoger onderwijs in Vlaanderen (1995) werd het instituut samengevoegd met de hogeschool De Nayer tot de Hogeschool voor Wetenschap en Kunst.
De Nederlandstalige secundaire afdeling met zowel opleidingen in het tso als in het bso bleef nog enige tijd bestaan, maar moest eind vorige eeuw de deuren sluiten. De Franstalige afdeling bestaat nog steeds als Institut Technique Cardinal Mercier aan de Boulevard Lambermont nr. 17.